# N 2025 Vision Gran Turismo
현대 N 2025 비전 그란 투리스모(Hyundai N 2025 Vision Gran Turismo)는 컨셉트 카 로서 2015년 8월에 티저가 공개되었고 2015년 9월에 개최된 프랑크푸르트 모터쇼에서 최초로 공개되었다. 폴리포니 디지털의 게임 그란 투리스모 시리즈의 '비전 그란 투리스모' 프로젝트로서 시작된 이 컨셉트 카는 현대자동차의 고성능 브랜드인 N의 런칭을 기념하는 모델이자 모터스포츠에 적용이 가능한 연료전지 기술의 미래를 제시하는 모델이다.

## 상세
현대자동차는 2015년 N 브랜드를 런칭하면서 전 세계적인 인기 있는 게임 그란 투리스모 시리즈의 프로젝트 기획인 비전 그란 투리스모와 협업하여 프로토타입 레이스카를 구상하게 되었고 N 2025 비전 그란 투리스모는 현대자동차가 전 세계적으로 선도하고 있는 기술 중의 하나인 수소 연료전지(Fuel Cell) 기술을 탑재한 고성능 전기차량으로서 미래에 활약할 레이스카의 모습을 이미지 하고 있다.
N 2025 비전 그란 투리스모는 이전까지 고성능 차량에 사용되던 내연기관 동력원이 아닌 전동화 시대에 부응하는 동력원인 수소 연료전지 시스템을 적용. 듀얼 연료전지 스택에서 발생하는 500kW(680ps)의 출력과 제동 시 발생하는 회생 에너지를 저장하는 슈퍼 캐퍼시터의 150kW(204ps)를 통해 시스템 출력 650kW(884ps)의 시스템 출력을 구현하였으며 4륜의 각 휠 내부에 독립된 구조의 인휠모터 시스템을 적용하여 출력 손실의 최소화와 능동적인 구동력 배분을 구현하는 것을 목표로 삼고 있다.
차체는 차량의 형태는 르망(LeMans)레이스에 등장하는 LMP 차량과 같은 구조를 취하고 있으며 카본 파이버(CFRP) 모노코크로 구성함과 동시에 연료전지 스택의 소형, 경량화를 통해 총 중량 972kg를 달성하여 경량화를 실현함과 동시에 무게 중심을 최대한 낮게 설정하여 레이스 트랙 및 와인딩 로드등의 주행 조건에서 최적화 된 주행 성능을 발휘하는 것을 목표로 두고 있다. 전동화 모델임에도 불구하고 20,000rpm으로 회전하는 에어블로워의 터빈 사운드, 연료전지 스택이 발산하는 고유의 주파수 음과 수소 시스템의 냉각 과정에서 발생하는 사운드 및 인휠모터의 구동음등을 조합해서 연료전지로 구동되는 전동화 모델임에도 불구하고 고성능 자동차에서 기대하는 사운드적인 감성을 유지한다는 점도 밝힌바 있다.

## 미디어에서의 등장
현대 N 2025 비전 그란 투리스모는 2017년 출시된 그란 투리스모 스포트에서 최초로 등장했다. 본래 그란 투리스모 6에 등장하는 것으로 알려졌으나 그란 투리스모 SPORT의 발표와 함께 그란 투리스모 6의 런칭이 연기되면서 그란 투리스모 SPORT에 수록되었다.

## 행사
N 2025 비전 그란 투리스모는 2016년 6월 부산 벡스코에서 개최된 2016 부산국제모터쇼를 통해 1:1 실차의 목업 모델에 공개되었다.

## 같이 보기
- 현대자동차
- 현대 N
- N DECODE